# الجامع لمفردات الادویه والاغذیه
کتاب الجامع لمفردات الأدویة والأغذیة، یکی از کتاب‌های قدیمی داروشناسی اسلامی است و به مفردات ابن البیطار نیز معروف است و به عنوان یکی از نفیس‌ترین و مشهورترین کتاب‌های داروشناسی جهان اسلام معروف است. این کتاب به‌وسیله ابن البیطار نوشته‌است که در اندلس (اسپانیای فعلی) به دنیا آمده و در شهر دمشق درگذشت.

## منبع
- ویکی‌پدیای عربی